# فريتز كالكبرينر
فريتز كالكبرينر (بالألمانية: Fritz Kalkbrenner)‏ (و. 1981  م) هو منتج أسطوانات، ودي جيه، ومغني من ألمانيا، وألمانيا الشرقية، ولد في برلين.

## وصلات خارجية
- فريتز كالكبرينر على موقع IMDb (الإنجليزية)
- فريتز كالكبرينر على موقع ميوزك برينز (الإنجليزية)
- فريتز كالكبرينر على موقع أول ميوزيك (الإنجليزية)
- فريتز كالكبرينر على موقع ديسكوغز (الإنجليزية)
- فريتز كالكبرينر في قاعدة بيانات الأفلام على الإنترنت